# Frederiksberg d. 8.9.1996
Frederiksberg d. 8.9.1996 er en dansk dokumentarfilm fra 1996, der er instrueret af Steen Møller Rasmussen.

## Handling
Filmen er en samtale mellem kunstneren Peter Land og den afasiramte Niels Olaf Gudme. Ikke blot har de to svært ved at kommunikere, også apparaturet har knas i maskineriet. Råfilmen er forældet og båndoptageren har fået hikke.